# Бас-Пуэнт
Бас-Пуэнт (фр. Basse-Pointe) — муниципалитет на северо-востоке острова Мартиника (заморский регион Франции), на берегу Атлантического океана. Население — 2923 человека (2018).
Расстояние до административного центра Фор-де-Франса — 31 км.

## Известные жители
- Эме Сезер — французский (мартиникский) писатель, поэт и общественный деятель.